# Skam NL
Skam NL è una serie televisiva olandese adolescenziale del 2018 creata da Ashgan El-Hamus. La serie è il remake dell'omonima serie norvegese iniziata nel 2015 e conclusa nel 2017. Come nella serie madre, Skam NL riguarda la vita giornaliera di alcuni studenti di un liceo di Utrecht, e, inoltre, sul sito web ufficiale vengono pubblicate quotidianamente delle clip (che compongono un episodio) e anche alcuni messaggi dal punto di vista della protagonista della stagione.

## Episodi

### Prima stagione
| Nº | Titolo originale | Prima TV          | Durata |
| -- | ---------------- | ----------------- | ------ |
| 1  | Week 1           | 16 settembre 2018 | 19 min |
| 2  | Week 2           | 23 settembre 2018 | 22 min |
| 3  | Week 3           | 30 settembre 2018 | 15 min |
| 4  | Week 4           | 7 ottobre 2018    | 18 min |
| 5  | Week 5           | 14 ottobre 2018   | 17 min |
| 6  | Week 6           | 21 ottobre 2018   | 19 min |
| 7  | Week 7           | 28 ottobre 2018   | 19 min |
| 8  | Week 8           | 4 novembre 2018   | 17 min |
| 9  | Week 9           | 11 novembre 2018  | 17 min |
| 10 | Week 10          | 18 novembre 2018  | 17 min |
| 11 | Week 11          | 25 novembre 2018  | 19 min |

### Seconda stagione
| Nº | Titolo originale | Prima TV       | Durata |
| -- | ---------------- | -------------- | ------ |
| 1  | Week 1           | 26 marzo 2019  | 17 min |
| 2  | Week 2           | 2 aprile 2019  | 15 min |
| 3  | Week 3           | 9 aprile 2019  | 20 min |
| 4  | Week 4           | 16 aprile 2019 | 19 min |
| 5  | Week 5           | 23 aprile 2019 | 19 min |
| 6  | Week 6           | 7 maggio 2019  | 17 min |
| 7  | Week 7           | 14 maggio 2019 | 22 min |
| 8  | Week 8           | 21 maggio 2019 | 23 min |
| 9  | Week 9           | 28 maggio 2019 | 21 min |
| 10 | Week 10          | 4 giugno 2019  | 22 min |

## Personaggi e interpreti

### Personaggi principali
- Isa Keijser, interpretata da Suus de Nies, protagonista della prima stagione.
- Liv Reijners, interpretata da Zoë Love Smith, protagonista della seconda stagione.
- Kes de Beus, interpretato da Reiky de Valk.
- Lucas van der Heijden, interpretato da Florian Regtien.
- Engel Beekman, interpretata da Bo van Borssum Waalkes.
- Janna, interpretata da Sara Calmeijer Meijburg.
- Imaan, interpretata da Sara Awin.
- Olivia, interpretata da Hadjja Fatmata.
- Jayden, interpretato da Noah Canales.
- Noah Boom, interpretato da Monk Dagelet.
- Gijs Hartveld, interpretato da Silver van Sprundel.

## Playlist
- Nicki Minaj - Chun-Li
- David Guetta - Dirty Sexy Money
- Imogen Heap - Hide And Seek
- ABBA - The Winner Takes It All
- ABBA - Voulez-Vous